# Tachysurus
Tachysurus is een geslacht van straalvinnige vissen uit de familie van de stekelmeervallen (Bagridae).

## Soorten
- Tachysurus adiposalis (Oshima, 1919)
- Tachysurus argentivittatus (Regan, 1905)
- Tachysurus brashnikowi (Berg, 1907)
- Tachysurus fulvidraco (Richardson, 1846)
- Tachysurus herzensteini (Berg, 1907)
- Tachysurus hoi (Pellegrin & Fang, 1940)
- Tachysurus longispinalis (Nguyen, 2005)
- Tachysurus nitidus (Sauvage & Dabry de Thiersant, 1874)
- Tachysurus nudiceps (Sauvage, 1883)
- Tachysurus sinensis Lacepède, 1803
- Tachysurus spilotus Ng, 2009
- Tachysurus virgatus (Oshima, 1926)